# Philautus kerangae
Philautus kerangae és una espècie de granota que es troba a Malàisia i, possiblement també, a Brunei i Indonèsia.
Està amenaçada d'extinció per la pèrdua del seu hàbitat natural.